# 몬테네그로의 왕위 계승 순위
몬테네그로 왕국은 제1차 세계 대전 전승국이었지만, 세르비아 왕국에 강제 합병을 당하였으며, 세르비아가 세르비아인 크로아티아인 슬로베니아인 왕국으로 거듭나자 이에 속하게 되었다. 하지만 몬테네그로의 왕가였던 페트로비치네고시 왕가는 그대로 남아있으며, 이름뿐인 작위지만 계속 계승되고 있다. 현재 몬테네그로의 왕위 요구자는 니콜라 페트로비치네고시이다.

## 왕위 계승 순위
1. 보리스 페트로비치네고시 (1980년), 니콜라 페트로비치네고시의 아들.